# Giro dell'Emilia 1929
Il Giro dell'Emilia 1929, diciottesima edizione della corsa, si svolse l'8 settembre 1929 su un percorso di 205 km con partenza e arrivo a Bologna. Riservato a professionisti Iuniors e indipendenti, fu vinto dall'italiano Allegro Grandi, che completò il percorso in 7h25'00" precedendo i connazionali Adolfo Bordoni e Felice Gremo. Conclusero la prova 9 dei 13 ciclisti al via.

## Percorso
Organizzata dal Velo Sport Reno, la prova prese il via da Casalecchio e dopo un primo tratto in pianura si avviò verso l'Appennino superando la salita di Sant'Antonio a Pavullo e la salita della Masera a Lizzano; da qui rientrò in pianura attraverso le località di Silla, Sasso Marconi e Casalecchio per concludersi al Velodromo di Bologna.

## Ordine d'arrivo
| Pos. | Corridore        | Squadra     | Tempo    |
| ---- | ---------------- | ----------- | -------- |
| 1    | Allegro Grandi   | Bianchi     | 7h25'00" |
| 2    | Adolfo Bordoni   | -           | s.t.     |
| 3    | Felice Gremo     | V.C. Lancia | s.t.     |
| 4    | Michele Orecchia | -           | a 11'00" |
| 5    | Pietro Mori      | -           | a 19'00" |
| 6    | Colombo Neri     | -           | s.t.     |
| 7    | Giulio Bonugli   | -           | s.t.     |
| 8    | Ludovico Bozzani | -           | s.t.     |
| 9    | Giacomo Briano   | -           | s.t.     |